# Brephidium
Brephidium is een geslacht van vlinders uit de familie van de Lycaenidae, uit de onderfamilie van de Polyommatinae.

## Soorten
- B. exilis (Boisduval, 1852)
- B. metophis (Wallengren, 1860)
- B. pseudofea (Morrison, 1874)

### Status onduidelijk
- B. pipinus Mützell